# Селище Говядино
Селище Говядино — деревня в Зеленодольском районе Татарстана. Входит в состав Большеширданского сельского поселения.

## География
Находится в западной части Татарстана на правобережье Волги на расстоянии приблизительно 2 км по прямой на юго-запад от поселка Нижние Вязовые.

## История
Известна с 1647—1652 годов. Упоминалась также как Селищи Говядина. Принадлежала изначально Свияжскому Успенскому Богородицкому монастырю.

## Население
Постоянных жителей было: в 1782 году — 151 душа мужского пола, в 1859—742, в 1897—768, в 1908—559, в 1920—540, в 1926—569, в 1938—617, в 1949—310, в 1958—280, в 1970—188, в 1979—152, в 1989 — 31, в 2002 — 20 (русские 95 %), 11 в 2010.